# Cavan (Côtes-d'Armor)
Pour les articles homonymes, voir Cavan.
Cavan [kavɑ̃] est une commune française située dans le département des Côtes-d'Armor, en région Bretagne.

## Géographie
La commune de Cavan est située au nord-ouest du département des Côtes-d'Armor, elle appartient au canton de Bégard et est rattachée à l'arrondissement de Lannion.
| Caouënnec-Lanvézéac | Quemperven | Langoat, Berhet |
| Tonquédec           | Cavan      | Prat            |
|                     | Pluzunet   |                 |

### Hydrographie
Pour un article plus général, voir Réseau hydrographique des Côtes-d'Armor.
La commune est située dans le bassin Loire-Bretagne. Elle est drainée par le Guindy, le ruisseau de Poul roudour et le Stéren,,.
Le Guindy, d'une longueur de 43 km, prend sa source dans la commune de Louargat et se jette  dans le Jaudy à Tréguier, après avoir traversé 16 communes. 

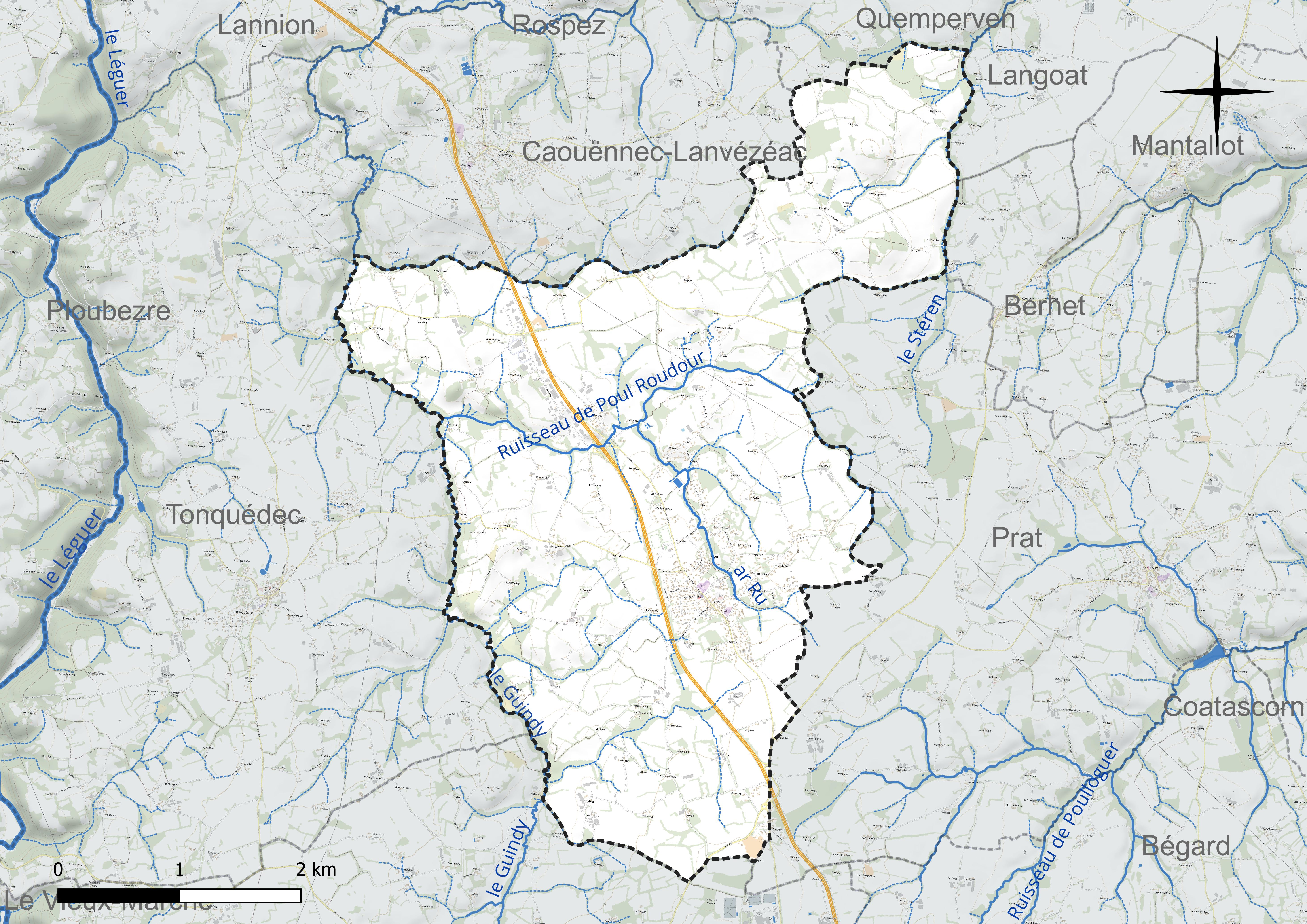
Réseau hydrographique de Cavan.

### Climat
Le climat qui caractérise la commune est qualifié, en 2010, de « climat océanique franc », selon la typologie des climats de la France qui compte alors huit grands types de climats en métropole. En 2020, la commune ressort du type « climat océanique » dans la classification établie par Météo-France, qui ne compte désormais, en première approche, que cinq grands types de climats en métropole. Ce type de climat se traduit par des températures douces et une pluviométrie relativement abondante (en liaison avec les perturbations venant de l'Atlantique), répartie tout au long de l'année avec un léger maximum d'octobre à février.
Les paramètres climatiques qui ont permis d’établir la typologie de 2010 comportent six variables pour les températures et huit pour les précipitations, dont les valeurs correspondent à la normale 1971-2000. Les sept principales variables caractérisant la commune sont présentées dans l'encadré ci-après.
| Paramètres climatiques communaux sur la période 1971-2000 - Moyenne annuelle de température : 11,2 °C - Nombre de jours avec une température inférieure à −5 °C : 0,6 j - Nombre de jours avec une température supérieure à 30 °C : 0,2 j - Amplitude thermique annuelle : 10,3 °C - Cumuls annuels de précipitation : 909 mm - Nombre de jours de précipitation en janvier : 14,5 j - Nombre de jours de précipitation en juillet : 7,8 j |

Avec le changement climatique, ces variables ont évolué. Une étude réalisée en 2014 par la Direction générale de l'Énergie et du Climat complétée par des études régionales prévoit en effet que la  température moyenne devrait croître et la pluviométrie moyenne baisser, avec toutefois de fortes variations régionales. Ces changements peuvent être constatés sur la station météorologique de Météo-France la plus proche, « Lannion_aero », sur la commune de Lannion, mise en service en 1993 et qui se trouve à 11 km à vol d'oiseau,, où la température moyenne annuelle est de 11,5 °C et la hauteur de précipitations de 945 mm pour la période 1981-2010.
Sur la station météorologique historique la plus proche, « Saint-Brieuc », sur la commune de Trémuson,  mise en service en 1985 et à 40 km, la température moyenne annuelle évolue de 11 °C pour la période 1971-2000 à 11,2 °C pour 1981-2010, puis à 11,4 °C pour 1991-2020.

## Urbanisme

### Typologie
Au 1er janvier 2024, Cavan est catégorisée commune rurale à habitat dispersé, selon la nouvelle grille communale de densité à sept niveaux définie par l'Insee en 2022.
Elle est située hors unité urbaine. Par ailleurs la commune fait partie de l'aire d'attraction de Lannion, dont elle est une commune de la couronne,. Cette aire, qui regroupe 40 communes, est catégorisée dans les aires de 50 000 à moins de 200 000 habitants,.

### Occupation des sols

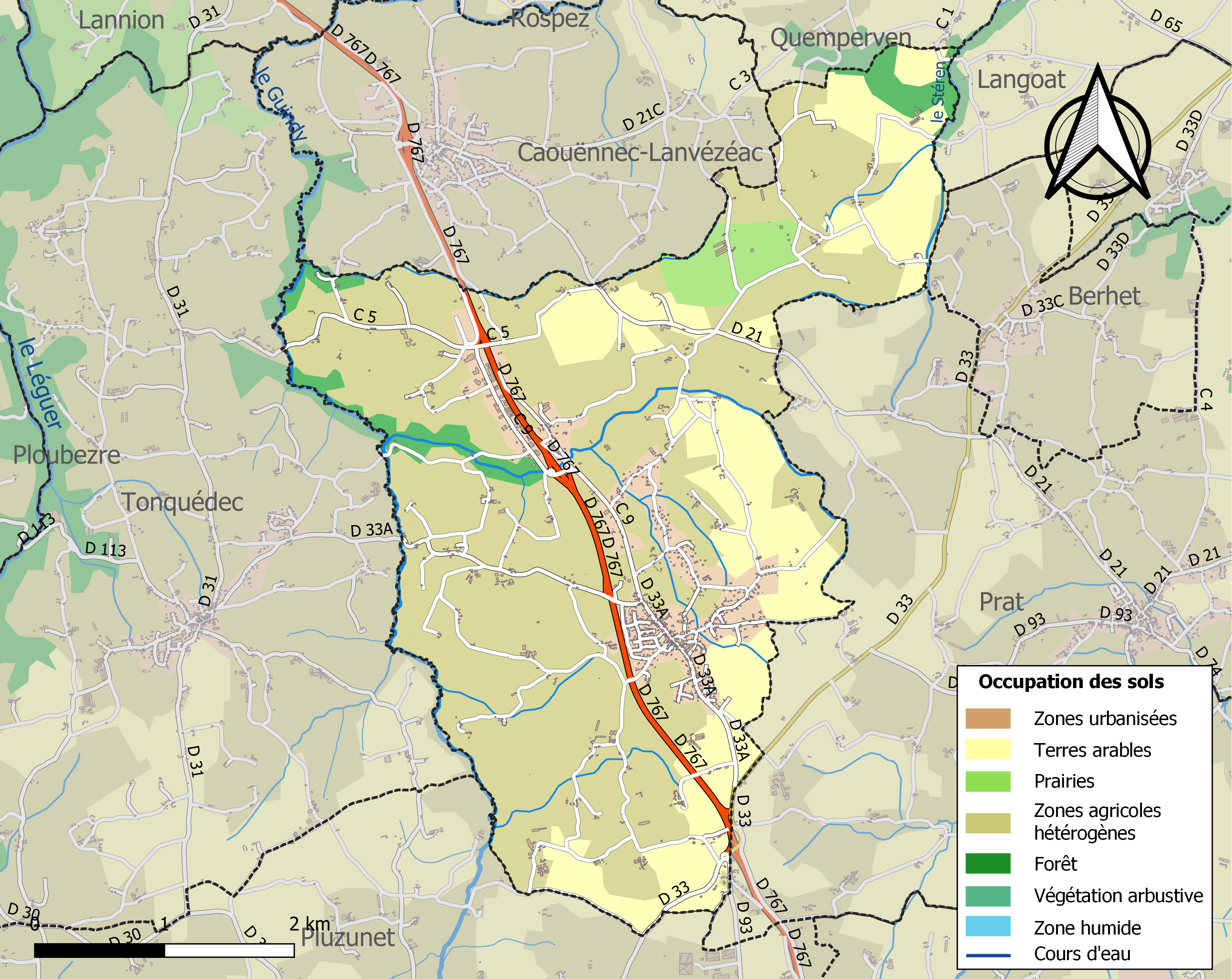
Carte des infrastructures et de l'occupation des sols de la commune en 2018 (CLC).

L'occupation des sols de la commune, telle qu'elle ressort de la base de données européenne d’occupation biophysique des sols Corine Land Cover (CLC), est marquée par l'importance des territoires agricoles (87,8 % en 2018), en diminution par rapport à 1990 (92,6 %). La répartition détaillée en 2018 est la suivante : zones agricoles hétérogènes (61,8 %), terres arables (23,2 %), zones urbanisées (8,4 %), forêts (3,8 %), prairies (2,8 %).
L'IGN met par ailleurs à disposition un outil en ligne permettant de comparer l'évolution dans le temps de l'occupation des sols de la commune (ou de territoires à des échelles différentes). Plusieurs époques sont accessibles sous forme de cartes ou photos aériennes : la carte de Cassini (XVIIIe siècle), la carte d'état-major (1820-1866) et la période actuelle (1950 à aujourd'hui).

## Toponymie
Le nom de la localité est attesté sous les formes Kaguan en 1263, Cavarn(?) en 1298, Cavan en 1371 et 1516, Caven en 1592, Cahoen en 1630.
Une origine du nom de la commune pourrait venir du mot kawan ou kaouan qui désigne en breton la chouette ou le hibou, mais une seconde hypothèse fait remonter le nom de Cavan à celui de Saint-Haran, ou Garan, moine irlandais, compagnon de Saint Efflam, débarqué en Armorique vers le VIe siècle,.
Le nom en breton de la commune est Kawan ou Kaouan.

## Histoire

### LeXXesiècle

#### Les guerres duXXesiècle
Le monument aux morts porte les noms de 86 soldats morts pour la Patrie :
- 77 sont morts durant la Première Guerre mondiale ;
- 9 sont morts durant la Seconde Guerre mondiale.

Plusieurs habitants furent déportés pour avoir aidé des aviateurs alliés à rejoindre une filière d'évasion, dont Marie Hellequin.

## Politique et administration
| Période                                  | Période                   | Identité                                       | Étiquette | Qualité |
| ---------------------------------------- | ------------------------- | ---------------------------------------------- | --------- | --- |
| Les données manquantes sont à compléter. |                           |                                                |           | |
| 1933                                     | novembre 1938             | Joseph Hellequin                               |           | |
| 1938                                     | mars 1959                 | Eugène Légaret                                 |           | Agriculteur, maire honoraire |
| mars 1959                                | mars 1971                 | François-Marie Perrot                          |           | |
| mars 1971                                | 29 juin 2006 (décès)      | Pierre-Yvon Trémel                             | PS        | Professeur d'économie Député des Côtes-d'Armor (5e circ.) (1988 → 1993) Sénateur des Côtes-d'Armor (1998 → 2006) Conseiller régional de Bretagne (1986 → 1988) Conseiller général de la Roche-Derrien (1979 → 2002) Président de la CC du Centre Trégor (1993 → 2006) |
| 16 septembre 2006                        | 28 mars 2014              | Pierre-Yves Nicol                              | PS        | Contrôleur laitier retraité Maire par intérim de juillet à septembre 2006 |
| 28 mars 2014                             | En cours (au 31 mai 2020) | Maurice Offret, Réélu pour le mandat 2020-2026 | PS        | Retraité de la fonction publique Président de la CC du Centre Trégor (2006 → 2014) |

### Jumelages
- Belturbet (Irlande)[31].

## Démographie
| 1793  | 1800  | 1806  | 1821  | 1831  | 1836  | 1841  | 1846  | 1851  |
| ----- | ----- | ----- | ----- | ----- | ----- | ----- | ----- | ----- |
| 1 706 | 1 496 | 1 538 | 1 640 | 1 831 | 2 124 | 1 971 | 2 076 | 2 080 |

| 1856  | 1861  | 1866  | 1872  | 1876  | 1881  | 1886  | 1891  | 1896  |
| ----- | ----- | ----- | ----- | ----- | ----- | ----- | ----- | ----- |
| 1 962 | 1 955 | 2 001 | 1 191 | 1 859 | 1 693 | 1 659 | 1 568 | 1 531 |

| 1901  | 1906  | 1911  | 1921  | 1926  | 1931  | 1936  | 1946  | 1954  |
| ----- | ----- | ----- | ----- | ----- | ----- | ----- | ----- | ----- |
| 1 504 | 1 480 | 1 462 | 1 269 | 1 316 | 1 209 | 1 170 | 1 117 | 1 007 |

| 1962 | 1968 | 1975 | 1982  | 1990  | 1999  | 2005  | 2006  | 2010  |
| ---- | ---- | ---- | ----- | ----- | ----- | ----- | ----- | ----- |
| 935  | 844  | 854  | 1 025 | 1 080 | 1 129 | 1 324 | 1 351 | 1 419 |

| 2015  | 2020  | 2022  | - | - | - | - | - | - |
| ----- | ----- | ----- | - | - | - | - | - | - |
| 1 493 | 1 516 | 1 548 | - | - | - | - | - | - |

## Langue bretonne
Le nom en breton de la commune est Kawan.
L'adhésion à la charte Ya d'ar brezhoneg a été votée par le Conseil municipal le 27 mai 2006. Le label de niveau 2 lui a depuis été attribué.
À la rentrée 2017, 96 élèves étaient scolarisés dans la filière bilingue de l'école publique (soit 44,7 % des enfants de la commune inscrits dans le primaire).
Le week-end de Pentecôte 2010, Cavan a accueilli la Fête nationale de la langue bretonne / Gouel broadel ar brezhoneg.

## Distinctions culturelles
Depuis mai 2009, Cavan fait partie des communes ayant reçu l’étoile verte espérantiste, distinction remise aux maires de communes recensant des locuteurs de la langue construite espéranto.

## Lieux et monuments
- Centre de Découverte du Son[35].

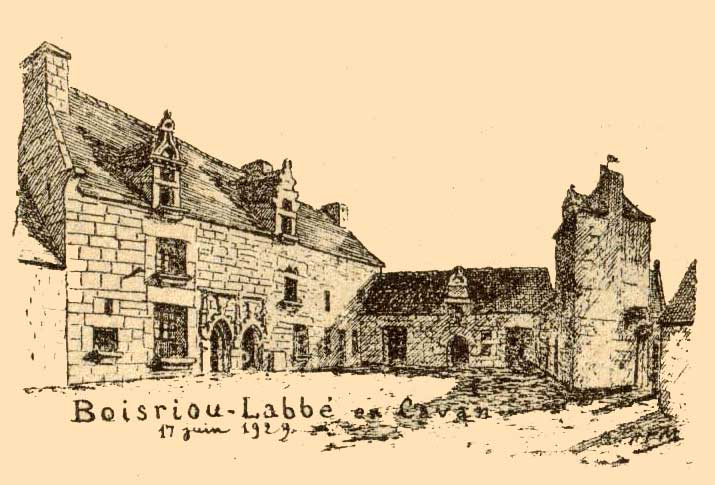
Manoir du Bois Riou.

- Église Saint-Chéron dont le clocher est inscrit aux monuments historiques ; voir aussi : Bénitier de Cavan, Pietà de Cavan et Vierge à l'Enfant de Cavan.
- La chouette géante : sculpture de Peter K. Alfaenger, à l'initiative de Pierre-Yvon Trémel[36]. Visible près de la 4 voies.
- Manoir du Bois Riou. La tour abrite, de bas en haut, un cellier, une salle et un colombier[37].

## Personnalités liées à la commune
- Henri Avril (1888-1949), parlementaire sous la Troisième République ;
- Pierre-Yvon Trémel (1946-2006), maire de Cavan (1977-2006), député des Côtes-d'Armor (1988-1993) et sénateur des Côtes-d'Armor (1998-2006).

## Héraldique
| Blason | Blasonnement : D'or à trois chouettes de sable. |